# 価格時点
価格時点（かかくじてん）とは、不動産鑑定評価等における不動産の価格判定の基準日をいう（賃料の場合も「価格時点」という）。
以下、基本的に不動産鑑定評価基準による。

## 変動の原則
不動産に限らず、一般に財の価格は、その価格を形成する要因の変化に伴って変動する。不動産鑑定評価基準は、こうした経済法則を基礎に「変動の原則」を規定している。変動の原則においては、不動産の価格形成要因は、常に変動の過程にあることが示され、そのことから、不動産の価格判定においては、その基準日を確定させる必要がある。なお、賃料の価格時点は、算定期間の期首となる。
したがって、不動産鑑定評価基準においては、鑑定評価の「基本的事項」として、対象不動産、価格又は賃料の種類とともに価格時点を定めている。

## 過去時点、将来時点
評価を行った年月日を基準に、現在時点、過去時点、将来時点に分類される。評価においては、現在時点が原則である。過去時点については、対象不動産の確認等が可能であり、必要な事例等の資料が収集可能な場合に限られる。将来時点については、全てが想定、予測による評価となるため、鑑定評価については原則として行うべきではないとされる。

## 鑑定評価書への記載
不動産の鑑定評価に関する法律第38条では、不動産鑑定評価書の記載事項として、「鑑定評価額の決定の基準とした年月日」を定めている。これは、鑑定評価額はその日においてのみ妥当するためである。
取引事例、賃貸事例、建設事例等の時点が価格時点と異なる場合は、時点修正が必要となることがあり、それも価格決定の理由として必要である。